# Maciej Strzelczyk
Maciek Strzelczyk (ur. 17 sierpnia 1959 w Łodzi, zm. 28 września 2021 w Warszawie) – polski skrzypek jazzowy, aranżer.
Zdobywca wielu nagród i wyróżnień, m.in. wyróżnienie w kategorii debiut na festiwalu Jazz Juniors (debiut, 1983 r.), Złoty Smyczek na Międzynarodowym Jazzowym Konkursie Skrzypcowym im. Zbigniewa Seiferta (1985 r.), Klucz do Kariery na Pomorskiej Jesieni Jazzowej czy wyróżnienie dla najlepszego instrumentalisty festiwalu Jazz nad Odrą (z zespołem Set-Off). Jako leader grupy Set-Off otrzymał II nagrodę na festiwalu Jazz Hoeilaart w Belgii. Sześciokrotnie był uznawany przez magazyn Jazz Forum (w ankiecie Jazz Top) najlepszym skrzypkiem jazzowym w Polsce. Dwukrotnie nominowany do Nagrody Muzycznej „Fryderyk” w kategorii Muzyk Jazzowy oraz Płyta Jazzowa.
Współpracował z takimi muzykami polskiej sceny jazzowej jak: Kazimierz Jonkisz, Włodzimierz Nahorny, Sławomir Kulpowicz, Tomasz Stańko, Zbigniew Namysłowski, Marek Bliziński. W latach 90. koncertował m.in. z Robertem Irvingiem III, Philipem Catherine, Pierre Blanchard.
Wraz z Tomaszem Stańko nagrał muzykę do filmu Pożegnanie z Marią.

## Dyskografia
Opracowano na podstawie materiału źródłowego; edytowane na podstawie zbiorów własnych
solo
- 1995 Music for M (Polonia CD 045)
- 1995 Jobim (Polonia CD 055)
- 2019 Smoothie Business (Blue Note CD 005)

z The World Strings Trio
- 2000 Live in Rabarbar (Selles, SELL 0190)
- 2001 Live in Kiev (Not Two, MW 279-2)
- 2003 An Evening in Warsaw (J. Bird Records)

ze Zbigniewem Namysłowskim
- 1992 Zbigniew Namysłowski Quartet – The Last Concert (Polonia CD 002)
- 1997 Zbigniew Namysłowski – Dances (Polonia CD 133)
- 2007 Zbigniew Namysłowski – Der Schmalz Tango (Polonia CD 341)

z Włodzimierzem Nahornym
- 1968 Włodzimierz Nahorny Trio – Heart (Polskie Nagrania, XL 0452)
- 1997 Włodzimierz Nahorny – Nahorny | Szymanowski | Mity (Polskie Radio, PRCD 200)
- 2000 Włodzimierz Nahorny – Nahorny | Chopin | Odcienie błękitu (Polskie Radio, PRCD 228)

z innymi muzykami
- 1994 Tomasz Stańko – Pożegnanie z Marią (Gowi Records CDG 12)
- 1998 Strzelczyk, Woliński, Rodowicz – Grappelling (Pomaton EMI)
- 2002 Strzelczyk, Małys, Rodowicz – Jazz Ballads for Trio (Not Two MW 742-2)
- 2003 Strzelczyk, Małys, Rodowicz – Komeda Kameralnie (Adi Art)
- 2004 Wierzcholski, Karolak – Piątek wieczorem (Polskie Radio, PRCD 447)
- 2006 Classic Jazz Quartet feat. Maciej Strzelczyk – Wieniawski (TMHW 1002)
- 2008 Project Grappelli (Agora S.A.)
- 2009 Jarek Śmietana Band  A Tribute to Zbigniew Seifert (JSR Records 0011)
- 2012 Dixie Warsaw Jazzmen & Fuerte String Quartet – China Boy
- 2017 Strzelczyk, Erenc, Rodowicz – Chopin on Strings
- 2021 Piotr Rodowicz i Przyjaciele – Zapomniani kompozytorzy polscy 2 (Soliton, SL 1188)